# Mesa del Tigre
Mesa del Tigre est une petite ville située dans la municipalité de Sucre, dans l'État de Táchira au Venezuela. C'est la capitale de la paroisse civile de Eleazar López Contreras.
Elle est située à une altitude moyenne de 1 427 m d'altitude.
On y trouve des établissements d'enseignement et un dispensaire.